# Оринка
«Оринка» («Аринка») — радянська лірична виробнича комедія, поставлена на кіностудії «Ленфільм» в 1939 році режисерами Юрієм Музикантом і Надією Кошеверовою. Прем'єра фільму відбулася 7 березня 1940 року.

## Сюжет
Оринка разом з батьком живе на віддаленій ділянці залізниці. Її батько, шляховий обхідник, поїхав в управління здавати іспит на колійного майстра, але, перехвилювавшись, дуже невдало відповідав на запитання. Винуватцем свого неуспіху він порахував молодого машиніста, який сидів поруч з екзаменатором. Повернувшись додому, він з гіркотою сказав дочці, що їх відправили на пенсію і треба переїжджати у місто. За час його відсутності до Оринки з квітами прийшов закоханий в неї машиніст поїзда, який щодня проїжджає їхню ділянку. У цій молодій людині Степан Степанович, на подив впізнав свого вчорашнього «кривдника».

## У ролях
- Лариса Ємельянцева —  Оринка (Орина Степанівна Архипова)
- Микола Коновалов —  Степан Степанович Архипов, батько Оринки
- Олександр Кулаков —  Василь Іванович Сергєєв, машиніст
- Павло Суханов —  Костя, помічник машиніста
- Валентин Кисельов —  заступник начальника дороги
- Олексій Бонді —  Олексій Михайлович, начальник станції
- Марія Барабанова —  секретар заступниця начальника дороги
- Михайло Майоров — епізод
- Олексій Матов —  приятель Степана Степановича
- Герман Орлов —  майстер
- Сергій Філіппов —  старий залізничник, приятель Степана Степановича
- Володимир Фокін —  приятель Степана Степановича
- П. Москвін —  приятель Степана Степановича

## Знімальна група
- Автори сценарію — Семен Полоцький, Матвій Тевелєв
- Режисери — Юрій Музикант, Надія Кошеверова
- Оператор — Аполлінарій Дудко
- Художник — Олександр Блек
- Композитор — Микита Богословський
- Директор картини — Петро Подвальний
- Асистент режисера — А. Голишев
- Асистент з монтажу — Ніна Керстенс
- Звукооператор — Афанасій Симановський
- Текст пісень — Василь Лебедєв-Кумач
- Акомпанемент на гітарі — Сергій Сорокін